# غاريت رينولدز
غاريت رينولدز (بالإنجليزية: Garrett Reynolds)‏ هو لاعب كرة قدم أمريكية أمريكي، ولد في 1 يوليو 1987 في نوكسفيل في الولايات المتحدة.

## وصلات خارجية
- غاريت رينولدز على موقع مرجع كرة القدم المحترفة.كوم (الإنجليزية)